# Campionati mondiali di biathlon 1963
I Campionati mondiali di biathlon 1963 si svolsero a Seefeld in Tirol, in Austria, e contemplarono esclusivamente gare maschili. Fu assegnato solo il titolo mondiale della 20 km; la staffetta venne disputata a titolo non ufficiale e pertanto non assegnò medaglie.

## Risultati

### 20 km
| Posizione | Atleta             | Nazione          | Tempo |
| --------- | ------------------ | ---------------- | ----- |
| 1         | Vladimir Melan'in  | Unione Sovietica | -     |
| 2         | Antti Tyrväinen    | Finlandia        | -     |
| 3         | Hannu Posti        | Finlandia        | -     |
| 4         | Nikolaj Mešerjakov | Unione Sovietica | -     |
| 5         | Jon Istad          | Norvegia         | -     |
| 6         | Veikko Hakulinen   | Finlandia        | -     |
| 7         | Valentin Pšenicyn  | Unione Sovietica | -     |
| 8         | Nikolaj Puzanov    | Unione Sovietica | -     |
| 9         | Sven Lindgren      | Svezia           | -     |
| 10        | Olav Jordet        | Norvegia         | -     |

### Staffetta 3x7,5 km (non ufficiale)
| Posizione | Nazione          | Atleti                                                 | Tempo |
| --------- | ---------------- | ------------------------------------------------------ | ----- |
| 1         | Unione Sovietica | Vladimir Melan'in Nikolaj Mešerjakov Valentin Pšenicyn | -     |
| 2         | Finlandia        | Antti Tyrväinen Hannu Posti Veikko Hakulinen           | -     |
| 3         | Norvegia         | Jon Istad Olav Jordet Egil Nygård                      | -     |

## Medagliere per nazioni
| Posizione | Nazione          | Oro | Argento | Bronzo | Totale |
| --------- | ---------------- | --- | ------- | ------ | ------ |
| 1         | Unione Sovietica | 1   | 0       | 0      | 1      |
| 2         | Finlandia        | 0   | 1       | 1      | 2      |